# Germán Sciutto
Germán Sergio Sciutto (12 de marzo de 1978, Marcos Juárez, Córdoba, Argentina) es un baloncestista argentino retirado. Fue considerado el Jugador Revelación de la Liga Nacional de Básquet en 2009. Se desempeñaba habitualmente en la posición de alero.

## Carrera
Inició su carrera como baloncestista en el Club Atlético San Isidro de la ciudad de San Francisco (Córdoba), disputando el Torneo Nacional de Ascenso, la segunda categoría del baloncesto profesional argentino. En cuatro temporadas participó en un total de 91 partidos y promedió 12.4 puntos. 
En 2002 se incorporó a Central Entrreriano. Tras una temporada en ese club en la que dirigió a su equipo a la conquista del campeonato y al consiguiente ascenso a la Liga Nacional de Básquet, emigró a Europa, más precisamente a Italia, para jugar en la LegaDue. 
En la segunda división italiana jugó una temporada en los clubes Virtus Ragusa (11.7 puntos, 3.4 en rebotes y 1.5 asistencias por juego en 26 partidos), Pallacanestro Trapani (7.1 puntos, 2.9 rebotes y 1.0 asistencias por juego en 29 partidos), Scafati Basket (3.5 puntos y 1.3 rebotes por partido en 24 encuentros), Viola Reggio Calabria (9.8 puntos, 3.6 rebotes	y 1.9 asistencias por encuentro en 22 partidos) y Fabriano Basket (9.5 puntos, 2.8 rebotes y 1.6 asistencias por partido en 30 juegos). 
Tras 5 años en Italia, Sciutto decidió volver a Argentina para jugar en Gimnasia y Esgrima de Comodoro Rivadavia en la Liga Nacional de Básquet. El 3 de octubre de 2008 se produjo su debut en la categoría enfrentando al Estudiantes de Bahía Blanca. Jugó dos temporadas en este club bajo la dirección de Nicolás Casalánguida para en 2010 sumarse al club San Martín de Marcos Juárez, equipo de su ciudad natal que disputaba la fase final del TNA. Pasó luego una temporada en El Nacional Monte Hermoso, siendo contratado en 2011 por Regatas de Corrientes, donde dirigía Nicolás Casalánguida -sin embargo su fichaje terminaría siendo descartado antes del inicio de la temporada debido a la posibilidad de los correntinos de contratar a Paolo Quinteros.
Jugó un año más en la LNB con la camiseta de Quilmes de Mar del Plata, retornando al TNA en 2012 como refuerzo de San Isidro, el equipo donde se inició profesionalmente y con el cual disputaría las siguientes dos temporadas.
Tras un semestre en Italia, nuevamente en Scafati Basket, se sumó a Instituto, con el que logró el ascenso en la semifinal del TNA contra Ferro, y finalmente obtuvo el título en un cruce ante 9 de Julio de Río Tercero.
Sciutto no acompañó a los cordobeses a la LNB, sino que volvió nuevamente a San Isidro. En junio de 2016 renovó su contrato, para así desarrollar su noveno período en el club. En abril de 2017 llegó a los 250 partidos jugados con la camiseta de San Isidro, por lo que fue reconocido por los miembros de la comisión directiva del club en el estadio "Severo Robledo" frente a 1000 personas en el primer cruce de playoffs ante Asociación Mitre de Tucumán.
Fichó en octubre de 2019 con Olímpico de La Banda para jugar en la Liga Nacional de Básquet y aportarle su experiencia en la Liga Sudamericana de Clubes de ese año. Sin embargo a fines de noviembre anuló su compromiso con el club santiagueño para continuar su carrera en el Robur Basket Osimo, un equipo de la cuarta categoría del baloncesto italiano. 
Anunció su retiro definitivo como jugador en agosto de 2021, siendo homenajeado por dirigentes y aficionados del Club Atlético San Isidro.

## Trayectoria
| Temporada   | Equipo                                   | País      | Liga     |
| 1998 - 2002 | San Isidro                               | Argentina | TNA      |
| 2002 - 2003 | Central Entrerriano                      | Argentina | TNA      |
| 2003 - 2004 | Virtus Ragusa                            | Italia    | LegaDue  |
| 2004 - 2005 | Trapani                                  | Italia    | LegaDue  |
| 2005 - 2006 | Scafati Basket                           | Italia    | LegaDue  |
| 2006 - 2007 | Viola Reggio Calabria                    | Italia    | LegaDue  |
| 2007 - 2008 | Fabriano Basket                          | Italia    | LegaDue  |
| 2008 - 2010 | Gimnasia y Esgrima de Comodoro Rivadavia | Argentina | LNB      |
| 2010        | San Martín de Marcos Juárez              | Argentina | TNA      |
| 2010 - 2011 | El Nacional Monte Hermoso                | Argentina | LNB      |
| 2011 - 2012 | Quilmes de Mar del Plata                 | Argentina | LNB      |
| 2012 - 2014 | San Isidro                               | Argentina | TNA      |
| 2014 - 2015 | Scafati Basket                           | Italia    | Serie A2 |
| 2015        | Instituto                                | Argentina | TNA      |
| 2015 - 2019 | San Isidro                               | Argentina | TNA      |
| 2019        | Olímpico de La Banda                     | Argentina | LNB      |
| 2019 - 2020 | Robur Basket Osimo                       | Italia    | Serie C  |

## Palmarés
- Central Entrerriano - ( Argentina)  
  - Torneo Nacional de Ascenso: 2002-03.
- Scafati Basket - ( Italia)  
  - Legadue: 2005-06.
- Instituto - ( Argentina)  
  - Torneo Nacional de Ascenso: 2014-15.

### Consideraciones personales
- Revelación de la LNB: 2008-09.